# DVCPRO-HD
 (juillet 2022).
Si vous disposez d'ouvrages ou d'articles de référence ou si vous connaissez des sites web de qualité traitant du thème abordé ici, merci de compléter l'article en donnant les références utiles à sa vérifiabilité et en les liant à la section « Notes et références ».
DVCPRO-HD est une extension de la famille DVCPRO de Panasonic. L'un des atouts de ce format est d'offrir une compatibilité en lecture avec tous les formats DV à 25 ou 50 Mbit/s, y compris le DVCAM et le DV grand public.
Les standards d'images supportées sont le 1080i et le 720p, avec huit pistes Audio, et une durée d'enregistrement de 40 minutes.